# مقبرة تيخفين (سانت بطرسبورغ)
مقبرة تيخفين (بالروسية: Тихвинское кладбище) هي مقبرة كانت تقع على أرض دير ألكسندر نيفسكي، في سانت بطرسبورغ في روسيا. ما بين عامي 1935-1937 قامت الحكومة السوفيتية بإعادة هيكلة المقبرة لكي تصبح متحفًا تاريخيًا فتم هدم قرابة 60 قبر وشاهد قبر، وقد بررت الحكومة السوفيتية ذلك بأن القبور المهدومة لا تقدم أية قيمة، وأحضرت قبور وشواهد أخرى من مقابر أخرى تمت أيضًا إعادة هيكلة بعضها وهدم بعضها الآخر، وبذلك فقدت صفتها كمقبرة وأصبحت متحفًا.